# Santos Abril y Castelló
Santos Abril y Castelló (Alfambra, 21 september 1935) is een  Spaans geestelijke en kardinaal van de Rooms-Katholieke Kerk.
Abril y Castelló werd op 19 maart 1960 tot priester gewijd. Hij was een van de 32 studenten (per schooljaar) die de Pauselijke Ecclesiastische Academie mocht betreden. Hij werkte achtereenvolgens op de nuntiaturen van Pakistan en Turkije en later op de tweede afdeling van het staatssecretariaat.
Abril y Castelló werd op 29 april 1985 benoemd tot apostolisch nuntius van Bolivia en titulair aartsbisschop van Tamada. Zijn bisschopswijding vond plaats op 16 juni 1985 en werd geleid door de toenmalige kardinaal-staatssecretaris, Agostino Casaroli. Daarna werkte hij als apostolisch nuntius in Kameroen (1989-1996), Joegoslavië (1996-2000), Argentinië (2000-2003), Bosnië-Herzegovina (2003-2005), Macedonië (2003-2011) en Slovenië (2003-2011).
Op 9 januari 2011 bood Abril y Castelló, zoals verplicht vanwege zijn leeftijd, zijn ontslag aan. Op 22 januari van hetzelfde jaar werd hij echter benoemd tot vice-camerlengo van de Apostolische Kamer. Op 21 november 2011 volgde zijn aanstelling tot aartspriester van de basiliek van de Heilige Maria de Meerdere.
Abril y Castelló werd tijden het consistorie van 18 februari 2012 kardinaal gecreëerd, met de rang van kardinaal-diaken. Zijn titeldiakonie werd de San Ponziano. Hij nam deel aan het conclaaf van 2013 dat leidde tot de verkiezing van paus Franciscus.
Op 23 juli 2012 werd Abril y Castelló als vice-camerlengo van de Apostolische Kamer opgevolgd door Pier Luigi Celata.
Op 15 januari 2014 werd Abril y Castelló benoemd als lid van de commissie van kardinalen die toezicht houdt op het Instituut voor Religieuze Werken. Op 4 maart 2014 volgde zijn benoeming tot voorzitter van deze commissie; hij was in deze functie de opvolger van Tarcisio Bertone die op 15 januari 2014 was afgetreden.
Op 21 september 2015 verloor Abril y Castelló - in verband met het bereiken van de 80-jarige leeftijd - het recht om deel te nemen aan een toekomstig conclaaf.
Op 28 december 2016 legde Abril y Castelló zijn functie neer van aartspriester van de basiliek van de Heilige Maria de Meerdere.
Op 4 maart 2022 werd Abril y Castelló bevorderd tot kardinaal-priester. Zijn titeldiakonie werd tevens zijn titelkerk pro hac vice.
- Biblioteca Nacional de España: XX1781184
- Gemeinsame Normdatei: 1099097673
- International Standard Name Identifier: 0000 0004 1717 9385
- Virtual International Authority File: 305115017
- WorldCat: E39PBJd88hxBXFFPTFG869Tfv3